# Кириккиз (Узбекистан)
Кириккиз (узб. Қириққиз, Qiriqqiz; колишній Акшолак) — міське селище в Узбекистані, у Кунградському районі Каракалпакстану.
Селище Акшолак виникло у зв'язку з розробкою Акчалацького газового родовища. Видобуток газу.
Населення — 1 тис. мешканців (2000). Статус міського селища з 1992 року.
16 березня 2005 року зі складу Акшолака було виділене міське селище Елабад.
На початку 2010-х перейменоване на Кириккиз.